# Karim Allawi
Karim Allawi (en árabe: كريم علاوي حميدي‎, Basra, Irak; 1 de julio de 1928-Basra, Irak; 22 de julio de 2023) fue un futbolista y entrenador de fútbol iraquí que jugó en la posición de delantero.

## Carrera

### Club
Jugó toda su carrera con el Al-Minaa de 1945 a 1960, con el que ganó un título de copa en 1951.

### Selección nacional
Jugó para Irak el 6 de mayo de 1951, la primera selección nacional de fútbol del país, para un partido ante Turquía en Izmir dirigidos por Dhia Habib en el primer partido internacional en la historia del fútbol de Irak. El partido lo ganó Turquía por 0-7 y Allawi jugó de centrocampista por izquierda.

### Entrenador
Fue entrenador y jugador del Al-Minaa en la temporada de 1955/56.

## Logros
- Copa Hanna Al-Sheikh (1): 1951